# Siwatu
Siwatu is een bestuurslaag in het regentschap Batang van de provincie Midden-Java, Indonesië. Siwatu telt 3889 inwoners (volkstelling 2010).